# Worldwide Texas Tour
Worldwide Texas Tour: Taking Texas to the People bylo koncertní turné americké blues rockové skupiny ZZ Top, konané v letech 1976–1977. Skupina při tomto turné odehrála celkem 71 koncertů po Spojených státech amerických.

## Sestava
- Billy Gibbons - kytara, zpěv
- Dusty Hill - baskytara, zpěv
- Frank Beard - bicí, perkuse

## Koncerty
| Datum             | Město                           | Místo                              |
| Část 1            | Část 1                          | Část 1                             |
| ----------------- | ------------------------------- | ---------------------------------- |
| 29. květen 1976   | Winston-Salem, Severní Karolína | Groves Stadium                     |
| 2. červen 1976    | Norfolk, Virginie               | Norfolk Scope                      |
| 3. červen 1976    | Richmond, Virginie              | Richmond Coliseum                  |
| 5. červen 1976    | Atlanta, Georgie                | Fulton County Stadium              |
| 6. červen 1976    | Knoxville, Tennessee            | James White Civic Coliseum         |
| 7. červen 1976    | Louisville, Kentucky            | Freedom Hall                       |
| 12. červen 1976   | Pittsburgh, Pensylvánie         | Three Rivers Stadium               |
| 20. červen 1976   | Jacksonville, Florida           | Jacksonville Coliseum              |
| 23. červen 1976   | Niagara Falls, New York         | Niagara Falls Convention Center    |
| 24. červen 1976   | Binghamton, New York            | Veterans Memorial Arena            |
| 25. červen 1976   | South Yarmouth, Massachusetts   | Cape Cod Coliseum                  |
| 26. červen 1976   | Filadelfie, Pensylvánie         | Spectrum                           |
| 28. červen 1976   | Cleveland, Ohio                 | Richfield Coliseum                 |
| 29. červen 1976   | Charleston, Západní Virginie    | Charleston Civic Center            |
| 30. červen 1976   | Charleston, Západní Virginie    | Charleston Civic Center            |
| 1. červenec 1976  | Columbia, Jižní Karolína        | Carolina Coliseum                  |
| 4. červenec 1976  | Memphis, Tennessee              | Liberty Bowl Memorial Stadium      |
| 7. červenec 1976  | St. Louis, Missouri             | Kiel Auditorium                    |
| 9. červenec 1976  | Omaha, Nebraska                 | Ak-Sar-Ben                         |
| 11. červenec 1976 | Kansas City, Missouri           | Arrowhead Stadium                  |
| 17. červenec 1976 | New Orleans, Louisiana          | Louisiana Superdome                |
| 22. červenec 1976 | Minneapolis, Minnesota          | Metropolitan Stadium               |
| 25. červenec 1976 | Chicago, Illinois               | Soldier Field                      |
| 1. srpen 1976     | Denver, Colorado                | McNichols Sports Arena             |
| 7. srpen 1976     | Los Angeles, Kalifornie         | Anaheim Stadium                    |
| 8. srpen 1976     | San Diego, Kalifornie           | San Diego Sports Arena             |
| 9. srpen 1976     | San Diego, Kalifornie           | San Diego Stadium                  |
| 10. srpen 1976    | Fresno, Kalifornie              | Selland Arena                      |
| 18. srpen 1976    | San Francisco, Kalifornie       | Cow Palace                         |
| 9. září 1976      | Landover, Maryland              | Capital Centre                     |
| 10. září 1976     | New York City, New York         | Madison Square Garden              |
| 11. září 1976     | Minneapolis, Minnesota          | Metropolitan Stadium               |
| 12. září 1976     | Detroit, Michigan               | Cobo Arena                         |
| 14. září 1976     | Milwaukee, Wisconsin            | Milwaukee Arena                    |
| 17. září 1976     | Bismarck, Severní Dakota        | Bismarck Civic Center              |
| 18. září 1976     | Billings, Montana               | Yellowstone Metra                  |
| 19. září 1976     | Boise, Idaho                    | Exposition Centre                  |
| 20. září 1976     | Salt Lake City, Utah            | Salt Palace                        |
| 21. září 1976     | Las Vegas, Nevada               | Las Vegas Convention Center        |
| 24. září 1976     | Tucson, Arizona                 | Tucson Convention Center           |
| 25. září 1976     | Phoenix, Arizona                | Arizona Veterans Memorial Coliseum |
| 2. říjen 1976     | Pembroke Pines, Florida         | Hollywood Sportatorium             |
| 23. říjen 1976    | Seattle, Washington             | Seattle Center Coliseum            |
| 31. říjen 1976    | Kansas City, Missouri           | Municipal Auditorium               |
| 2. listopad 1976  | Oklahoma City, Oklahoma         | Oklahoma State Fair Arena          |
| 4. listopad 1976  | Wichita, Kansas                 | Levitt Arena                       |
| 7. listopad 1976  | Evansville, Indiana             | Roberts Municipal Stadium          |
| 11. listopad 1976 | Landover                        | Capital Centre                     |
| 17. listopad 1976 | Passaic, New Jersey             | Capitol Theatre                    |
| 25. listopad 1976 | Houston, Texas                  | Summit                             |
| 26. listopad 1976 | Houston, Texas                  | Summit                             |
| 28. listopad 1976 | Fort Worth, Texas               | Tarrant County Convention Center   |
| Část 2            |                                 |                                    |
| 16. únor 1977     | Madison, Wisconsin              | Dane County Coliseum               |
| 19. únor 1977     | Chicago, Illinois               | Chicago Stadium                    |
| 23. únor 1977     | Cincinnati, Ohio                | Riverfront Coliseum                |
| 24. únor 1977     | Detroit, Michigan               | Cobo Arena                         |
| 3. březen 1977    | Portland, Maine                 | Cumberland County Civic Center     |
| 8. březen 1977    | Binghamton, New York            | Veterans Memorial Arena            |
| 16. březen 1977   | Boston, Massachusetts           | Boston Garden                      |
| 17. březen 1977   | Boston, Massachusetts           | Boston Garden                      |
| 19. březen 1977   | Jackson, Mississippi            | Mississippi Coliseum               |
| 21. duben 1977    | Rochester, New York             | Rochester Community War Memorial   |
| 30. duben 1977    | Birmingham, Alabama             | Birmingham-Jefferson Civic Center  |
| 7. květen 1977    | Lawrence, Kansas                | Allen Fieldhouse                   |
| 11. červen 1977   | Los Angeles, Kalifornie         | Forum                              |
| 15. červen 1977   | San Diego, Kalifornie           | San Diego Sports Arena             |
| 1. červenec 1977  | Honolulu, Havaj                 | Neal S. Blaisdell Center           |
| 8. červenec 1977  | Shreveport, Louisiana           | Hirsch Memorial Coliseum           |
| 28. prosinec 1977 | Shreveport, Louisiana           | Hirsch Memorial Coliseum           |
| 30. prosinec 1977 | San Antonio, Texas              | HemisFair Arena                    |
| 31. prosinec 1977 | Fort Worth, Texas               | Tarrant County Convention Center   |